# Pollen Ndlanya
Pollen Ndlanya (22 maggio 1970) è un ex calciatore sudafricano, di ruolo attaccante.

## Palmarès

### Club

#### Competizioni nazionali
- Premier Soccer League: 1

Orlando Pirates: 2000-2001